# Temporada 1857-1858 del Liceu
La temporada 1857-1858 era la primera de Pietro Mongini al Liceu, un tenor aleshores poc conegut però que esdevindria molt més tard famós com a primer Radamés a l'estrena absoluta d'Aida el 1871.
La temporada va comptar amb els següents artistes de la companyia lírica italiana:
- Sopranos primeres: Mariana Barberi
- Sopranos segones Caterina Mas i Porcell, Joana Fossa, Cristina Arrau, Josefa Vidal
- Mezzosoprano: Élise Masson, Eugenia Nostini
- Primer tenor: Antonio Agresti, Achille Errani
- Segon tenor: Luigi Bottagisi
- Baríton: Giovanni Battista Bencich, Achille Rossi
- Baix primer: Felice Dellaromba
- Baix segon: Josep Obiols

| Temporada 1857-1858 del Liceu |                    |                  |                   | |           | |
| Òpera                         | Compositor         | Director musical | Director d'escena | Papers principals | Producció | Dates |
| Bondelmonte                   | Giovanni Pacini    |                  |                   | Marianna Barbieri-Nini, Eugenia Nostini, Caterina Mas i Porcell, Antonio Agresti, Luigi Bottagisi, Giovanni Battista Bencich, Manuel Arcas, Josep Obiols |           | 1 d'octubre; 2, 4, 5, 13, 20, 25 i 31 d'octubre; 15 i 26 de novembre; 1 i 21 de gener; 13 i 19 de febrer; 20 i 25 d'abril; 15 de maig |
| La favorita                   | Gaetano Donizetti  | Marià Obiols     |                   | Elisa Masson (hivern) / Fortunata Tedesco (estiu), Antonio Agresti (hivern) / Bernardo Massimiliani (juny) / Pietro Mongini (juliol i agost), Achille Rossi, Felice Dellaromba (hivern) / Pere Nolasc Llorens (estiu), Luigi Bottagisi (hivern) / José Gómez (estiu), Caterina Mas-Porcell (hivern), Balbina Alabau (estiu) |           | 8, 10, 11, 27 octubre; 11, 23, 30 novembre; 5 desembre / 22, 27, 29 juny; 25, 27 juliol; 13 agost                                     |
| Lucrezia Borgia               | Gaetano Donizetti  | Marià Obiols     |                   | Giovanni Battista Bencich, Marianna Barbieri-Nini, Achille Errani, Élisa Masson, Manuel Arcas, Luigi Bottagisi, Josep Obiols |           | 15 d'octubre |
| Ernani                        | Giuseppe Verdi     |                  |                   | Antonio Agresti, Domenico Mattioli, Agustí Rodas, Caterina Goldberg Strossi, Joana Fossa, Luigi Bottagisi, Josep Obiols |           | 29 d'octubre |
| L'ebreo                       | Giuseppe Apolloni  |                  |                   | Marianna Barbieri-Nini, Caterina Mas i Porcell, Antonio Agresti, Giovanni Battista Bencich, Luigi Bottagisi, Felice Dellaromba |           | 7 de novembre |
| Il trovatore                  | Giuseppe Verdi     | Marià Obiols     |                   | Giovanni Battista Bencich, Marianna Barbieri-Nini, Élise Masson, Antonio Agresti, Felice Dellaromba, Cesare Nanni (27 maig), Joana Fossa, Manuel Arcas, Josep Obiols |           | 18, 19, 22, 29 novembre; 8, 13 desembre; 3, 19, 26 gener; 12 febrer; 14 març; 27 abril; 27 maig                                       |
| Beatrice di Tenda             | Vincenzo Bellini   |                  |                   | Marianna Barbieri-Nini, Eugenia Nostini de Rossi, Achille Errani, Achille Rossi, Luigi Bottagisi, Manuel Arcas |           | 2 de desembre |
| Don Sebastiano                | Gaetano Donizetti  |                  |                   | Élise Masson, Antonio Agresti, Giovanni Battista Bencich, Achille Rossi, Cesare Nanni, Luigi Bottagisi, Manuel Arcas, Josep Obiols, Jover |           | 19 de desembre |
| I vespri siciliani            | Giuseppe Verdi     |                  |                   | Marianna Barbieri-Nini, Caterina Mas i Porcell, Antonio Agresti, Achille Rossi, Luigi Bottagisi, Cesare Nanni, Manuel Arcas, Josep Obiols, Jover |           | 13 de gener |
| Guglielmo Tell                | Gioachino Rossini  |                  |                   | |           | 1 de febrer |
| Lorenzino de' Medici          | Giovanni Pacini    | Marià Obiols     |                   | Achille Errani, Cesare Nanni, Giovanni Battista Bencich, Marianna Barbieri-Nini, Joana Fossa, Luigi Bottagisi |           | 24 de febrer |
| Il nuovo Mosè                 | Gioachino Rossini  | Marià Obiols     |                   | Achille Errani, Cesare Nanni, Achille Rossi, Marianna Barbieri-Nini, Antonio Agresti, Luigi Bottagisi |           | 16 de març |
| Macbeth                       | Giuseppe Verdi     |                  |                   | |           | 23 de març |
| Pelagio                       | Saverio Mercadante |                  |                   | |           | 15 d'abril |
| Il giuramento                 | Saverio Mercadante |                  |                   | |           | 4 de maig |
| I martiri                     | Gaetano Donizetti  |                  |                   | |           | 19 de maig |
| Anna Bolena                   | Gaetano Donizetti  | Marià Obiols     |                   | Pere N. Llorens, Fortunata Tedesco, Eugenia Nostini de Rossi, Pietro Mongini, Barbarini Rossi |           | 10 de juliol |
| Lucia di Lammermoor           | Gaetano Donizetti  |                  |                   | |           | 29 de juliol |
| La sonnambula                 | Vincenzo Bellini   |                  |                   | |           | 9 d'agost |